# マルチャニーゼ
マルチャニーゼ（伊: Marcianise）は、イタリア共和国カンパニア州カゼルタ県にある、人口約38,000人の基礎自治体（コムーネ）。

## 地理

### 位置・広がり

#### 隣接コムーネ
隣接するコムーネは以下の通り。括弧内のNAはナポリ県所属を示す。
- アチェッラ (NA)
- カイヴァーノ (NA)
- カポドリーゼ
- カリナーロ
- グリチニャーノ・ディ・アヴェルサ
- マチェラータ・カンパーニア
- マッダローニ
- オルタ・ディ・アテッラ
- ポルティコ・ディ・カゼルタ
- サン・マルコ・エヴァンジェリスタ
- サン・ニコーラ・ラ・ストラーダ
- サンタ・マリーア・カープア・ヴェーテレ
- スッチーヴォ

### 気候分類・地震分類
マルチャニーゼにおけるイタリアの気候分類 (it) および度日は、zona C, 1107 GGである。
また、イタリアの地震リスク階級 (it) では、zona 2 (sismicità media) に分類される。